# Plan de table (film)
Pour l’article homonyme, voir Plan de table.
Pour plus de détails, voir Fiche technique et Distribution.
Plan de table est un film français réalisé par Christelle Raynal, sorti en 2012.

## Synopsis
À la suite d'un câlin bref, mais intense, entre la mariée et son ex, la table dressée pour la noce est en désordre. La mariée court se recoiffer, tandis que l’homme replace les cartons sans respecter le plan de table. Le hasard fera-t-il bien les choses ? Ou bien devra-t-il donner un coup de main au destin ?
Le plan de table ainsi bouleversé détermine les événements futurs, en formant ou en ruinant des couples et en engendrant des problèmes. Comme le destin fait mal les choses, l'ex de la mariée provoque plusieurs retours dans le passé, en réorganisant différemment le plan de table de la noce, afin de corriger les erreurs du destin.

## Fiche technique
- Réalisation : Christelle Raynal
- Scénario : Francis Nief
- Photographie : Éric Guichard
- Musique : Matthieu Gonet
- Supervision musicale : My Melody
- Son : Pascal Jasmes, Nicolas Tran Trong et Michel Schillings
- Décors : Samantha Gordowski
- Costumes : Sandrine Weill
- Montage : Anny Danché
- Production : Maxime Japy
- Sociétés de production : Easy Movies, La Petite Reine, Bidibul Productions, Nexus Factory, uFilm
- Société de distribution : ARP Sélection
- Pays de production :  France
- Budget : 7 900 000 euros[1]
- Durée : 84 minutes
- Genre : comédie romantique, choral
- Format : couleur - 2,35:1 - 35mm
- Format audio : Dolby SRD.
- Dates de sortie : 
  - France : 11 avril 2012
  - DVD et Blu-Ray (France) : 4 septembre 2012

## Distribution
- Elsa Zylberstein : Catherine, la cousine du marié
- Franck Dubosc : Pierre, le chirurgien
- Audrey Lamy : Marjorie, la sœur de la mariée
- Arié Elmaleh : David, le photographe, colocataire d'Éric
- Louise Monot : Marie, la mariée
- Mathias Mlekuz : Arnaud, le patron de la galerie d'art
- Shirley Bousquet : Édith, la femme d'Arnaud
- Lannick Gautry : Éric, l'ex de la mariée
- Tom Raynal : Paul, le marié
- Jérôme Daran : le DJ

## Critiques
La réception par la presse n'a, en grande majorité, pas été bonne, le film ne recueillant d'ailleurs qu'une note de 1,9/5 pour Allociné sur 11 critiques .
Le film est un échec dans les salles (cf. audience) et le public sur Allociné n'offre qu'une note de 2,8/5 pour 1850 votes et un taux de satisfaction de 28 % et 2,7/5 pour 69 spectateurs sur Rotten Tomatoes.

## Distinctions
Sauf indication contraire, les informations mentionnées dans cette section peuvent être confirmées par la base de données cinématographiques Allociné,  présente dans la section « Liens externes ».
| Remporté/Nommé | Prix                                                     | Titulaire         |
| -------------- | -------------------------------------------------------- | ----------------- |
| Remporté       | Prix d'interprétation féminine                           | Elsa Zylberstein  |
| Nommée         | Prix du public Europe 1                                  | Christelle Raynal |
| Nommée         | Prix spécial du jury                                     |                   |
| Nommée         | Prix coup de cœur de la profession - LVT-Digimage-Cinema |                   |
| Nommée         | Grand Prix Orange cinéma séries                          |                   |

## Audience
Avec 326 827 spectateurs en  Europe dont 255 594 en  France , le taux de rentabilité en salles n'est pas atteint.
M6 diffuse le film le 21 août 2014, celle-ci rassemble 3.368.000 personnes, soit 16,6 % du public[réf. nécessaire].
Deuxième diffusion sur 6ter, le 2 avril 2015.
Ensuite, multi-rediffusé régulièrement sur les chaînes du groupe M6, on retrouve le film, par exemple, en 1re partie de soirée sur M6 le 13 juillet 2017, sur W9, le 3 septembre 2017 puis en 2e partie de soirée le 17 septembre 2017 et sur 6ter, le 7 novembre 2017.
Le 25 juin 2023, le film est rediffusé sur TFX (une chaîne autre que du groupe M6).

## Bande originale
Sauf indication contraire, les informations mentionnées dans cette section peuvent être confirmées par le générique de fin de l'œuvre audiovisuelle présentée ici, ainsi que par la base de données cinématographiques IMDb,  présente dans la section « Liens externes ».
- Whatever You Want : Status Quo
- Rock Your Baby : George McCrae
- Le Beau Danube bleu - Johann Strauss II
- Venus : Shocking Blue
- Total Eclipse of the Heart : Bonnie Tyler
- Suavemente : Elvis Crespo
- Tonight we fly : The Divine Comedy
- Vivaldi from Vilnius : Sylvain Morizet

## Remake
Le film a fait l'objet d'un remake britannique sous le titre Love Wedding Repeat en 2020.